# Liste des ducs d'Auvergne
Cette liste présente la liste des ducs d'Auvergne du Bas Moyen Âge, et non ceux de la période altomédiévale. Le duché d'Auvergne a été érigé en 1360 par le roi de France Jean II le Bon (1319-1364), à partir de l'ancienne terre royale d'Auvergne.

## Maison de Berry
| Rang | Portrait | Nom                                      | Règne       | Dynastie | Notes | Armoiries |
| ---- | -------- | ---------------------------------------- | ----------- | -------- | --- | --------- |
| 1    |          | Jean Ier (1340, Vincennes † 1416, Paris) | 1360 -1416  | Berry    | Comte de Poitiers, puis duc de Berry, d'Auvergne et comte de Montpensier, fils de Jean II le Bon, roi de France et Bonne de Luxembourg                                                                                       |           |
| 2    |          | Marie (v.1375 † 1434, Lyon)              | 1416 - 1434 | Berry    | Duchesse d'Auvergne et comtesse de Montpensier, fille du précédent et de sa première femme Jeanne d'Armagnac. Elle épouse en troisièmes noces en 1401 avec Jean Ier de Bourbon (1381-1434), duc de Bourbon et comte de Forez |           |

## Maison de Bourbon
| Rang | Portrait | Nom                                          | Règne     | Dynastie | Notes | Armoiries |
| ---- | -------- | -------------------------------------------- | --------- | -------- | --- | --------- |
| 3    |          | Charles Ier (1401 † 1456, Moulins)           | 1434-1456 | Bourbon  | Fils de la précédente, marié à Agnès de Bourgogne (1407-1476).                                                               |           |
| 4    |          | Jean II (1426 † 1488, Moulins)               | 1456-1488 | Bourbon  | Fils du précédent. |           |
| 5    |          | Charles II (1433, Moulins † 1488, Lyon)      | 1488-1488 | Bourbon  | Archevêque de Lyon, frère du précédent.                                                                                      |           |
| 6    |          | Pierre II (1438 † 1503, Moulins)             | 1488-1503 | Bourbon  | (comte de Beaujeu avant 1488), frère du précédent marié à Anne de Beaujeu                                                    |           |
| 7    |          | Suzanne (1491† 1521, Châtellerault)          | 1503-1521 | Bourbon  | fille du précédent mariée en 1505 à Charles de Montpensier, arrière-petit-fils de Jean Ier de Bourbon, connétable de France. |           |
| 8    |          | Charles III (1490, Montpensier † 1527, Rome) | 1505-1522 | Bourbon  | mari puis veuf de la précédente.                                                                                             |           |

En 1522, les titres de Charles III sont confisqués par le roi François Ier au profit de sa propre mère.

## Maison de Savoie
| Rang | Portrait | Nom                  | Règne     | Dynastie | Notes                                              | Armoiries |
| --- | -------- | -------------------- | --------- | -------- | -------------------------------------------------- | --------- |
| En 1521, la succession de Suzanne de Bourbon, morte sans laisser d'enfants, fut contestée par Louise de Savoie, duchesse d'Angoulême, mère du roi de France François Ier, comme lui revenant en tant que plus proche héritière de la défunte. Cette spoliation poussa le connétable de Bourbon à chercher la protection de son suzerain pour la principauté de Dombes, l'empereur Charles Quint, rival de François Ier. |          |                      |           |          |                                                    |           |
| 9 |          | Louise (1476 † 1531) | 1522-1531 | Savoie   | Petite-fille de Charles Ier, mère de François Ier. |           |

1531 : réuni au domaine royal